# Jindřich Uppsalský
Jindřich Uppsalský († asi 1157) byl biskup, původem z Anglie, působící ve Skandinávii. Zemřel mučednickou smrtí a katolickou církví je uctíván jako světec.

## Život
Podle legendy se narodil v Anglii a v roce 1152 přišel do Švédska jako doprovod kardinála Nicolause Breakspeara, pozdějšího papeže Hadriána IV. Stal se arcibiskupem v Uppsale. Později doprovázel krále Erika na křížové výpravě do Finska. Během této výpravy zemřel. Tradičně se uvádí, že se pokoušel pohnout k pokání sedláka, který kohosi zabil. Nepodařilo se mu to, a onen sedlák zabil i jeho.

## Kult
Jindřich nebyl nikdy formálně kanonizován, nicméně v roce 1296 byl jeho kult uznán papežem, čímž byl pro katolíky potvrzen jako světec. Římskokatolická církev slaví jeho památku 20. ledna. 
Je však uctíván také anglikány a luterány, kteří si jej připomínají 19. ledna.